# Amida (bọ cánh cứng)
Amida là một chi bọ rùa được tìm thấy ở châu Á. Một vài loài mới cũng được tìm thấy ở Trung Quốc và Việt Nam